# Le Roi de la chaussure
Pour plus de détails, voir Fiche technique et Distribution.
Le Roi de la chaussure (titre original : The Working Man) est un film américain réalisé par John G. Adolfi, sorti en 1933.

## Synopsis
John Reeves est fabricant de chaussures prospère mais ennuyé par son personnel, en particulier par son neveu vaniteux et directeur général de l'entreprise, Benjamin Burnett, qui se considère comme la force motrice de la société. De plus, John perd du terrain face à son principal rival de longue date, dirigé par son ancien meilleur ami Tom Hartland. Les deux hommes s'étaient brouillés après être tombés amoureux de la même femme, qui a épousé Hartland, tandis que Reeves restait célibataire. Néanmoins, Reeves est attristé d'apprendre la mort de Hartland.
Lorsque Benjamin commence à penser que son oncle s'est engagé sur la voie de la sénilité, Reeves décide de lui donner une leçon. Il part pour des vacances de pêche dans le Maine, laissant son neveu s'occuper seul de la situation des affaires.
Par hasard, un grand yacht s'amarre près de son bateau de pêche. Jenny et Tommy Hartland, la progéniture fêtarde et héritière de Tom Hartland, s'y rendent à la nage pour voir si quelqu'un peut leur fournir de l'alcool, Reeves est un peu dégoûté par leurs habitudes oisives. Cachant son identité et se faisant appeler John Walton, il se lie d'amitié avec eux afin d'espionner un peu leur entreprise. Cependant, à mesure qu'il apprend à mieux les connaître, il commence à les apprécier. Ils le ramènent avec eux à New York, car ils sont responsables de sa petite blessure.
"Walton obtient qu'ils lui fassent visiter leur usine, dont il découvre qu'elle est délibérément mal gérée par Fred Pettison. Il comprend que Pettison la pousse à la faillite pour pouvoir la racheter à bas prix plus tard. Reeves persuade Tommy de le faire nommer administrateur de la succession Hartland. Tommy et Jenny s'attendent à ce qu'il supprime les restrictions qui leur sont imposées. Lorsque deux autres administrateurs expriment leur inquiétude quant aux qualifications du pêcheur, Reeves révèle son identité et le fait qu'il s'est pris d'affection pour les jeunes gens qui, si les choses s'étaient passées autrement, auraient pu être ses propres enfants.
Une fois qu'il est devenu administrateur, il commence à apporter des changements radicaux, tant sur le plan domestique que sur celui des affaires. Il renvoie rapidement la plupart des domestiques, car le domaine est presque épuisé, ce qui oblige Jenny et Tommy à mûrir rapidement. Pettison est renvoyé. Tommy commence à travailler dans sa propre entreprise, tandis que sa sœur, désireuse de découvrir pourquoi ses chaussures sont moins populaires que celles fabriquées par Reeves, accepte un emploi de classement dans l'entreprise rivale sous le nom de Jane Grey. Elle se sent attirée par Benjamin. Lorsque Benjamin la convoque dans son bureau pour la licencier en raison de son manque total de compétences commerciales, il la trouve très attirante. En apprenant la nouvelle, elle se met à pleurer, et Benjamin revient sur sa décision. Finalement, il la réaffecte à son bureau privé.
Pendant ce temps, Reeves a revitalisé la Hartland Shoe Company, et celle-ci commence à faire de sérieuses incursions sur le territoire de la Reeves Company. Benjamin est perplexe, car les méthodes utilisées par Hartland semblent étonnamment similaires à celles employées par Reeves. Lorsque Pettison se présente dans le bureau de Benjamin, à la recherche d'un emploi, il voit Jane. Elle le supplie de garder son secret, mais il révèle à Benjamin qui elle est vraiment et ment, l'accusant d'espionner la société. Cela met fin à leur idylle naissante.
Finalement, Benjamin insiste pour rencontrer "John Walton", et Reeves doit révéler sa véritable identité aux Hartland. Une fois le choc passé, et après que Reeves ait informé son neveu que Jenny n'était pas une espionne, le jeune couple se réconcilie. Tous acceptent la proposition de Reeves de fusionner les deux entreprises.

## Fiche technique
- Titre : Le Roi de la chaussure
- Titre original : The Working Man
- Réalisation : John G. Adolfi
- Adaptation et scénario : Charles Kenyon (en) et Maude T. Howell d'après l'histoire The Adopted Father de Edgar Franklin
- Production : Lucien Hubbard (producteur superviseur), Darryl F. Zanuck et Jack L. Warner (non crédités)
- Société de production : The Vitaphone Corporation et Warner Bros. Pictures
- Photographie : Sol Polito
- Montage : Owen Marks
- Musique : Leo F. Forbstein
- Direction artistique : Jack Okey
- Costumes : Orry-Kelly (robes)
- Pays d'origine :  États-Unis
- Langue : anglais
- Format : Noir et blanc — 35 mm — 1,37:1 — Son : Mono
- Genre : Comédie dramatique
- Durée : 78 minutes
- Date de sortie : 
  - États-Unis : 20 avril 1933

## Distribution
- George Arliss : John Reeves
- Bette Davis : Jenny Hartland/Jane Grey
- Theodore Newton : Tommy Hartland
- Hardie Albright : Benjamin 'Benny' Burnett
- Gordon Westcott : Fred 'Freddie' Pettison
- J. Farrell MacDonald : Henry 'Hank' Davidson
- Charles E. Evans : M. Haslitt
- Frederick Burton : Juge Larson
- Pat Wing : La secrétaire de Reeves
- Edward Van Sloan : M. Briggs
- Claire McDowell : La secrétaire de Benjamin
- Ruthelma Stevens : Mme Price
- Clay Clement : Atkinson